# Seleção Papuásia de Futebol
A Seleção Papuásia de Futebol representa a Papua-Nova Guiné nas competições oficiais da FIFA. Chegou a ser a pior seleção do mundo, ao lado de Monserrate, Samoa Americana e San Marino. Hoje é uma das principais seleções da Oceania.
Jamais disputou uma Copa do Mundo em sua história, tendo participado de 4 edições da Copa das Nações da OFC - 1980, 2002, 2012 e 2016, quando foi sede nesta última e amargou o vice-campeonato após perder nos pênaltis para a Nova Zelândia.

## Desempenho em competições oficiais

### Copa das Nações da OFC
| Copa das Nações da OFC | Copa das Nações da OFC | Copa das Nações da OFC | Copa das Nações da OFC | Copa das Nações da OFC | Copa das Nações da OFC | Copa das Nações da OFC | Copa das Nações da OFC | Copa das Nações da OFC |
| Ano                    | Fase                   | Posição                | J                      | V                      | E                      | D                      | GP                     | GC                     |
| ---------------------- | ---------------------- | ---------------------- | ---------------------- | ---------------------- | ---------------------- | ---------------------- | ---------------------- | ---------------------- |
| 1973                   | Não participou         | Não participou         | Não participou         | Não participou         | Não participou         | Não participou         | Não participou         | Não participou         |
| 1980                   | Fase de grupos         | 6º                     | 3                      | 1                      | 0                      | 2                      | 6                      | 22                     |
| 1996                   | Não participou         | Não participou         | Não participou         | Não participou         | Não participou         | Não participou         | Não participou         | Não participou         |
| 1998                   | Não participou         | Não participou         | Não participou         | Não participou         | Não participou         | Não participou         | Não participou         | Não participou         |
| 2000                   | Não participou         | Não participou         | Não participou         | Não participou         | Não participou         | Não participou         | Não participou         | Não participou         |
| 2002                   | Fase de grupos         | 7º                     | 3                      | 0                      | 1                      | 2                      | 2                      | 12                     |
| 2004                   | Não participou         | Não participou         | Não participou         | Não participou         | Não participou         | Não participou         | Não participou         | Não participou         |
| 2008                   | Não participou         | Não participou         | Não participou         | Não participou         | Não participou         | Não participou         | Não participou         | Não participou         |
| 2012                   | Fase de grupos         | 7º                     | 3                      | 0                      | 1                      | 2                      | 2                      | 4                      |
| 2016                   | Vice-campeão           | 2º                     | 5                      | 2                      | 3                      | 0                      | 13                     | 4                      |
| Total                  | Vice-campeão           | 4/10                   | 14                     | 3                      | 5                      | 6                      | 23                     | 42                     |

## Treinadores
- Richard Tamari Nagai (1996)
- John Davani (2002)
- Steve Cain (2002)
- Ludwig Peka (2003–2004)
- Marcos Gusmão (2004–2011)
- Frank Farina (2011–2013)
- Mike Keeney (2013)
- Wynton Rufer (2014–2015)
- Flemming Serritslev (2015–2018)
- Bob Morris (2019)
- Marcos Gusmão (2021–2022)
- Santiago Marina (2022–)